# Anomis reversa
Anomis reversa là một loài bướm đêm trong họ Erebidae.